# Palisades (Washington)
Palisades az Amerikai Egyesült Államok északnyugati részén, Washington állam Douglas megyéjében elhelyezkedő önkormányzat nélküli település.
Palisades postahivatala 1908 óta működik. A település nevét a közeli sziklaformációról kapta.

## Fordítás
Ez a szócikk részben vagy egészben  a   Palisades, Washington című angol Wikipédia-szócikk ezen változatának fordításán alapul.  Az eredeti cikk szerkesztőit annak laptörténete sorolja fel. Ez a jelzés csupán a megfogalmazás eredetét és a szerzői jogokat jelzi, nem szolgál a cikkben szereplő információk forrásmegjelöléseként.